# Alfonso Peña Boeuf
Alfonso Peña Boeuf (Madrid, 1888 - ibidem, 1966) est un ingénieur civil des ponts et chaussées, homme politique, auteur, professeur et académicien espagnol.
Sorti diplômé de l’Escuela de Ingenieros de Caminos, Canales y Puertos de Madrid, où il fut initié notamment à l’emploi du béton armé, il se destina non à la fonction publique (comme l’y prédestinait ladite école), mais à l’activité indépendante, concevant les plans de constructions industrielles, d’infrastructures routières (ponts) et hydrauliques (aqueducs, barrages), et d’aménagements urbains (la Gran Vía à Madrid, une cité nouvelle à Séville, etc.). Dans le même temps, il dispensa des cours à l’École des chaussées, faisait paraître un grand nombre de publications, et cofonda un institut voué à promouvoir l’excellence technique en matière de construction. D’idées monarchistes, il se rangea aux côtés des insurgés pendant la Guerre civile et fut chargé par Franco d’élaborer un plan de reconstruction des infrastructures détruites par les actions militaires. Nommé ministre des Travaux publics en 1938, il eut le loisir de mettre en œuvre en grande partie son Plan général de reconstruction, qui reste son accomplissement le plus notable. Remercié par Franco en 1945, il se consacra dorénavant non tant à l’enseignement qu’aux activités de plusieurs sociétés savantes, et siégea dans nombre d’organismes importants, comme la RENFE (dont il avait réalisé la nationalisation), le Comité des grands barrages, etc.

## Biographie

### Origine familiale et formation
Né à Madrid en 1888, Alfonso Peña Boeuf eut pour père un négociant originaire de Santa María de las Hoyas, village de la province de Soria, qui au terme de plusieurs années passées au Chili et en Argentine s’était établi dans le quartier madrilène de Chamberí et était parvenu, sous le mandat de Cánovas, à devenir conseiller municipal, puis, par intérim, maire de Madrid. Alfonso Peña Boeuf entreprit des études de mathématiques à l’université centrale de Madrid, tout en se préparant à entrer à l’École des chaussées, canaux et ports (en espagnol Escuela de Ingenieros de Caminos, Canales y Puertos, aujourd’hui rattachée à l’université polytechnique de Madrid), où il acheva le cursus d’ingénieur en 1914,, avant d’y être ensuite embauché comme enseignant. Deux maîtres l’avaient marqué de manière décisive : José Echegaray, professeur de physique, et Juan Manuel de Zafra, homme de formation germanique, mais au caractère ouvert et extraverti, qui était titulaire du cours de mécanique élastique et surtout de béton armé (technique alors d’introduction récente en Espagne), et avec qui Peña Boeuf se lia d’amitié et dont il alla rejoindre le groupe,. Peña Boeuf non seulement diffusait dans les amphithéâtres les connaissances sur ce nouveau matériau qu’était le béton armé, mais en fera aussi usage dans des ouvrages d’art tels que l’aqueduc de Tardienta en Aragon.

### Carrière d’ingénieur et d’enseignant
L’École des chaussées était alors un centre de formation de fonctionnaires et ses élèves étaient supposés, une fois achevées leurs études, chercher un emploi dans les officines du ministère de l’Équipement (ministerio de Fomento). Peña Boeuf cependant, peu enclin aux occupations bureaucratiques, préféra travailler comme professionnel indépendant.
Sa première commande, obtenue sur concours, est un pont à Goizueta (nord-ouest de la Navarre), le Puente de la Presa (littér. Pont du Barrage), de 42 mètres de portée, achevé en 1916, qui permet à la route de Lecumberri à Hernani de franchir la rivière Urumea,. Lors de l’aménagement de la Gran Vía à Madrid, qui eut lieu vers la même époque, il fut donné à Peña Boeuf de participer à la conception de quelques-uns des nouveaux édifices. Dans les années suivantes, il fournit les plans pour deux hautes cheminées d’usine dans les environs de Barcelone. Il lui advint aussi de réaliser quelque structure métallique, dont notamment un modèle de voiture pour le métro de Madrid.
En 1919, aux côtés d’autres anciens disciples de Zafra, Peña Boeuf alla faire partie d’une commission officielle chargée de proposer un projet général en vue de la construction d’un ensemble de ponts routiers en béton armé.
En 1923, après le décès de Zafra, le corps enseignant de l’Escuela de Caminos désigna à l’unanimité Peña Boeuf pour son successeur. Il publia plusieurs manuels, dont Mecánica elástica (1925), qui fut bientôt épuisé et fera l’objet d’une deuxième édition en octobre 1930 et d’une troisième en 1947, et Hormigón armado (littér. Béton armé, 1933). En 1934, conjointement avec d’autres techniciens, comme l’ingénieur José María Aguirre et l’architecte Manuel Sánchez Arcas, il cofonda l’Instituto Técnico para la Construcción y el Cemento, qui se donna pour mission de mener des études et de promouvoir l’excellence technique des réalisations en béton. L’Institut fait figure d’institution pionnière en Espagne dans la recherche scientifique appliquée en matière de construction, et était alors présidé par l’architecte Modesto López Otero, tandis qu’Eduardo Torroja en assumait le secrétariat et Peña Boeuf lui-même la vice-présidence. (Rebaptisé après la Guerre civile Instituto de Ciencias de la Construcción Eduardo Torroja, l’institut fait aujourd’hui partie intégrante du CSIC).

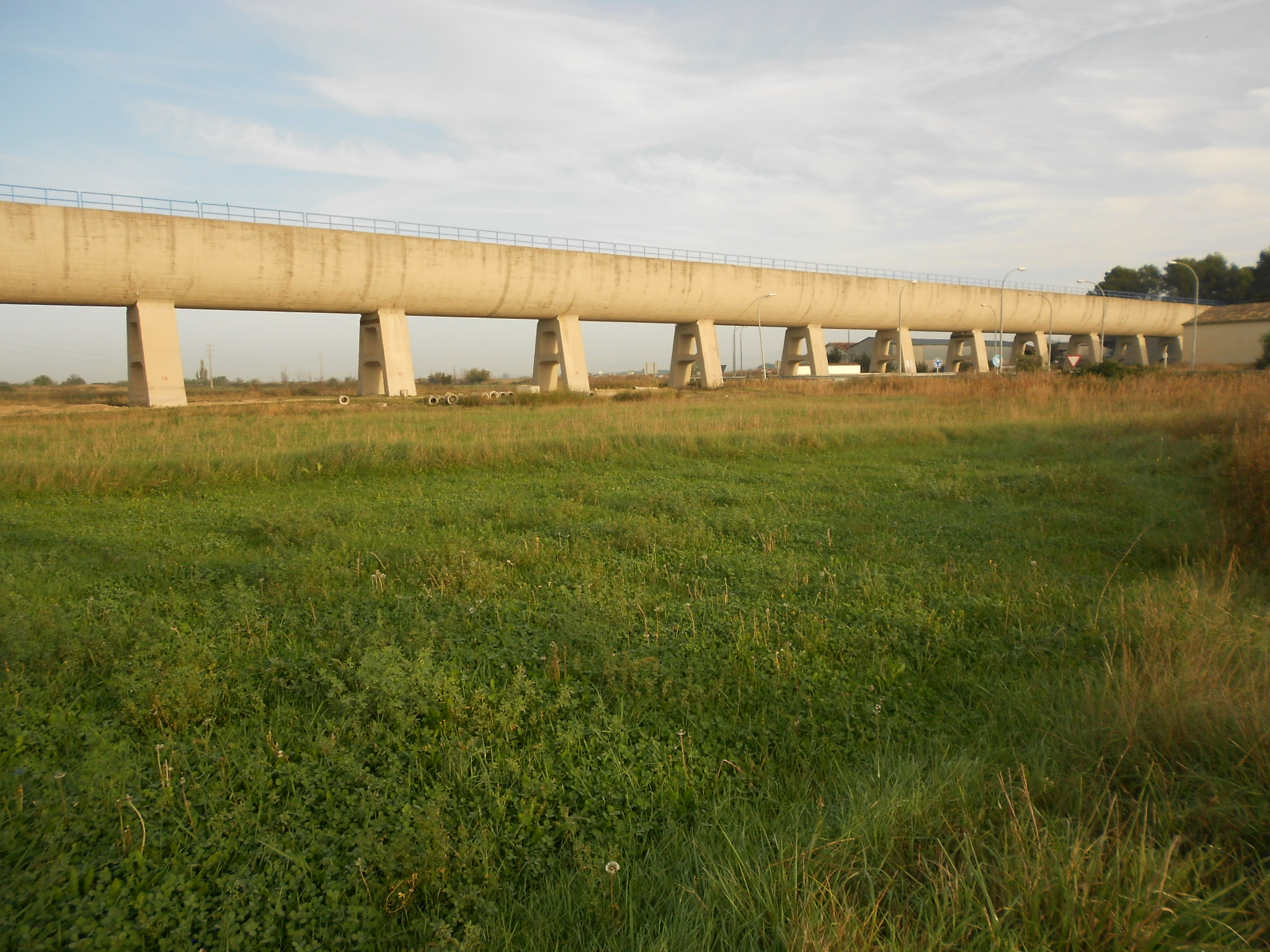
Aqueduc de Tardienta, en béton armé, construit en 1941 d’après les plans de Peña Bœuf.

Peña Boeuf mena de front sa carrière d’enseignant et son activité d’ingénieur-concepteur privé, réalisant un certain nombre de travaux de grande envergure, tels que : un hangar pour dirigeables Zeppelin, de 240 mètres de long ; la cité Héliopolis à Séville ; un pont sur le Tage à Tolède ; et des travaux de réfection sur différents ponts. Cependant, la réalisation qui assura son renom est l’aqueduc de Tardienta, inauguré en 1941, destiné à véhiculer, pour les besoins de l’irrigation dans le haut Aragon, les eaux du canal de Monegros ; il consiste en un grand tube de béton armé à section semi-circulaire, appuyé sur des piliers en A, d’une longueur de 856 mètres, qui suscita la polémique en raison de sa supposée insécurité. Peña Boeuf est l’auteur en outre de projets de barrages composés d’anneaux juxtaposés indépendants, qui en leur temps figuraient comme une singulière tentative de faire face aux difficultés de calcul des barrages voûtés, en découpant ceux-ci en anneaux horizontaux appuyés sur des piliers de fibrociment. L’un des derniers projets qu’il mit en œuvre avant la Guerre civile est la construction, en association avec l’architecte Yárnoz Larrosa, d’une salle blindée dans les souterrains de la Banque d'Espagne, vers laquelle fut ensuite transféré le trésor national, auparavant dispersé dans différents coffres.
En plus de fréquenter assidûment les congrès techniques, en particulier, dès 1917, ceux de l’Asociación Española para el Progreso de las Ciencias, Peña Bœuf fut un auteur prolifique et prononça de nombreuses conférences devant la Real Sociedad Geográfica et l’Institut des ingénieurs civils.

### Coup d’État de juillet 1936 et Guerre civile
Compte tenu que tant sa femme que sa fille avaient adhéré au parti monarchiste Renovación Española et que lui-même était sympathisant de l’ancienne monarchie alphonsine, la famille Peña Boeuf dut, à l’éclatement de la Guerre civile en juillet 1936, qui la surprit dans Madrid restée républicaine, entrer dans la clandestinité et aller se réfugier tour à tour à l’ambassade du Paraguay et dans un appartement sous protection britannique, jusqu’au moment où, en juillet 1937, ils purent passer à Valence, et de là à Marseille. En septembre de la même année, Peña Boeuf s’installa à San Sebastián, puis, s’étant rangé aux côtés des autorités franquistes, se transporta à Burgos, où Franco lui confia en octobre 1937 l’élaboration d’un mémoire préliminaire à un plan de travaux publics, qu’il remit une semaine plus tard au président de la Junta Técnica del Estado (littér. Comité technique de l’État, embryon de gouvernement franquiste), le général Jordana, et qu’il s’employa ensuite à développer plus avant tout au long du conflit. Le projet prit corps en 1939 sous les espèces du Plan General de Obras Públicas (Plan général de travaux publics, improprement appelé de nos jours Plan Peña), plan directeur visant à reconstruire les infrastructures endommagées par le conflit armé, et appelé à être mis en œuvre dès la fin des hostilités. Pour la mise au point de ses projets d’infrastructures hydrauliques, il avait en bonne partie repris à son compte le Plan national hydrographique de 1933,,.

### Ministre des Travaux publics (1938-1945)
En janvier 1938, Peña Boeuf fut nommé par Franco ministre des Travaux publics dans le premier gouvernement franquiste, fonction qu’il allait combiner à celle de chef du Service national des chemins de fer. Peña Boeuf s’abstint de modifier la structure existante du ministère, laissant telles quelles les Directions générales d’avant la Guerre civile. Cependant, il fut accusé d’avoir désorganisé cet organisme, reproche probablement justifié, attendu qu’il manquait d’expérience administrative et avait manifesté peu d’affinité pour ce domaine. En revanche, les critiques à son endroit concernant l’épuration qu’il aurait menée parmi ses fonctionnaires à l’issue de la Guerre civile apparaissent moins fondées, vu que, en accord sans doute avec son tempérament conciliant, les purges furent aux Travaux publics moins rudes que dans les autres ministères espagnols.
Réputé être une personnalité au profil « technique », il centra son activité durant son mandat ministériel sur la reconstruction des infrastructures détruites lors du conflit armé. En 1939 parut sous son égide la Instrucción de Carreteras, portant classification des routes en nationales, comarcales et locales, et normalisation de leurs caractéristiques (dimensions, rayons de courbure, inclinaisons maximales, etc.) et de leurs éléments de signalisation.
Sous son mandat, les ponts dynamités pendant la Guerre civile furent reconstruits et une bonne part du Plan General de Obras Públicas fut mise à exécution. Ledit Plan, dénommé « de 1940 », alors qu’en réalité il fut adopté au moyen de deux lois, l’une de 1939 et l’autre de 1941, restera sans doute comme l’œuvre la plus notable de Peña Boeuf. Le Plan comportait également une série de travaux hydrauliques, dont la canalisation de la rivière Manzanares dans son passage par Madrid.
Dans le domaine ferroviaire, c’est à son instigation que fut décidée la nationalisation du réseau ferré à écartement ibérique. Le 24 janvier 1941 fut adoptée la Ley de Bases de Ordenación Ferroviaria y de los Transportes por Carretera (littér. Loi-cadre réglementant les chemins de fer et le transport routier), en vertu de laquelle toutes les compagnies ferroviaires à écartement ibérique opérant sur le territoire de l’État espagnol furent regroupées en une entreprise publique unique, la RENFE, ce qui permit le sauvetage des anciennes compagnies ferroviaires et la remise en service d’un réseau ferré détruit.
Peña Boeuf continua d’exercer comme ministre des Travaux Public jusqu’au 18 juillet 1945, date à laquelle il reçut sa démission. À noter que lors du remaniement ministériel de 1939, où Franco renouvela quasi entièrement son cabinet de la période de guerre au bénéfice de phalangistes, Peña Boeuf fut le seul ministre, avec Serrano Súñer, à demeurer dans ses fonctions.

### Dernières années: reprise du professorat et activité d’académicien
Durant la période où il exerçait comme ministre, Peña Boeuf ne cessa de figurer, du moins nominalement, comme professeur à l’École des chaussées, mais eut quelque peine, à son retour dans les amphithéâtres, à se tenir à jour des connaissances nouvelles.
Dans ses dernières années, il présida plusieurs organismes importants : la RENFE (entre 1953 et 1956) ;  le Comité espagnol des grands barrages (de 1959 jusqu’à sa mort en 1966), qui fut réorganisé à la suite de la rupture du barrage de Ribadelago ; et le Comité espagnol de l’irrigation et des drainages (Comité Español de Riegos y Drenajes).
Peña Boeuf était depuis juin 1934 membre de la Académie royale des sciences exactes, physiques et naturelles (en espagnol Real Academia de Ciencias Exactas, Físicas y Naturales) et présida cette institution du 11 juin 1958 jusqu’à sa mort en février 1966, après y avoir occupé le poste de bibliothécaire (de 1939 à 1944) et de vice-président (de 1944 à 1958). Peña Boeuf participa activement à la vie de cette académie.
Les restes du couple Peña Boeuf reposent dans un caveau aménagé dans la crypte de la cathédrale de l'Almudena à Madrid.

## Distinctions
- Grand-croix du Mérite militaire avec insigne distinctif blanc (1943).
- Grand-croix de l’ordre de Charles III (1945).